# Bill Frisell
William Richard "Bill" Frisell (18 marts 1951 i Baltimore Maryland USA) er en amerikansk elguitarist og komponist.
Frisell's gennembrud kom i 1982 på pladen Psalm med Paul Motians gruppe. Han blev derefter husguitarist på pladeselskabet ECM, og indspillede med en lang række musikere såsom Jan Garbarek, Marc Johnson og Arild Anderson etc. 
Frisell dannede en innovativ gruppe med bassisten Kermit Driscoll og trommeslageren Joey Baron, som pådrog sig stor opmærksomhed. 
Frisell som stilistisk spiller en sjov blanding af jazz og country, med en lyd på guitaren som kunne minde om en steelguitar, har indspillet Buster Keaton filmmusik, og musik af Charles Ives, Aaron Copland, Bob Dylan og Madonna. Han medvirker tillige på to album af den danske jazzmusiker Jakob Bro.

## Udvalgt Diskografi

### I eget Navn
- In Line
- Rambler
- Lookout For Hope
- Go West: Music For The Films Of Buster Keaton
- The High Sign/One Week: Music For The Films Of Buster Keaton
- Live

### Som sideman
- Psalm – Paul Motian
- Bass Desires – Marc Johnson
- Bass Desires: Second Sight
- With Elvin Jones & Dave Holland
- The Stars Are All New Songs - Jakob Bro
- Time - Jakob Bro

## Eksterne links
- Wikimedia Commons har flere filer relateret til Bill Frisell
- Biografi Arkiveret 28. juni 2011 hos  Wayback Machine